# Ashland, Mississippi
Ashland là một thành phố thuộc quận Benton, tiểu bang Mississippi, Hoa Kỳ. Năm 2010, dân số của thành phố này là 569 người.

## Dân số
- Dân số năm 2000: 578 người.
- Dân số năm 2010: 569 người.